# Schilksee
Schilksee är en segelhamn i Kiel

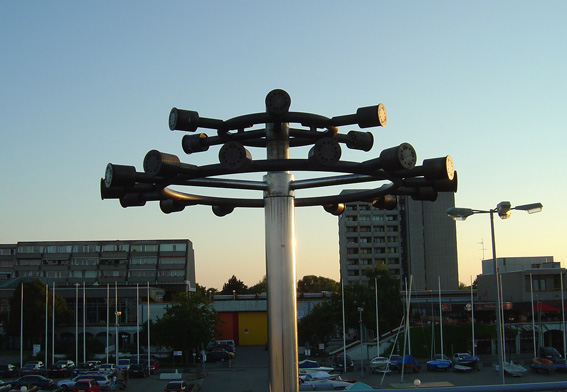
Platsen för den olympiska elden för seglingstävlingarna vid OS 1972.

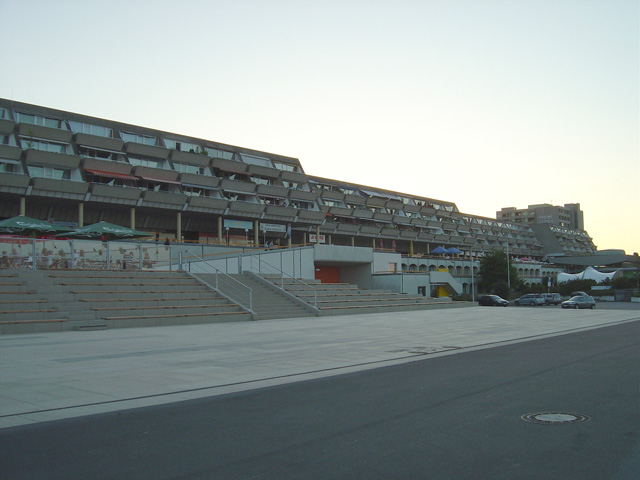
Olympiazentrum Schilksee.

Schilksee arrangerade seglingstävlingarna vid OS i München 1972. Inför tävlingarna byggdes ett olympiskt område, Olympiazentrum, bestående av bland annat Hotell Olympia.